# Hans Vernes
Hans Vernes (Cheribon, 7 september 1925 – Emmen, 19 juli 2001) was een Nederlandse schrijver van thrillers.
De in Nederlands-Indië geboren Vernes was leraar aan de Rijksscholengemeenschap in Ter Apel. Hij woonde in het nabijgelegen Sellingen. De door hem geschreven thrillers spelen zich af in dit gebied, Westerwolde.
Zijn eerste boek speelt zich af tegen het decor van de toenmalige strubbelingen binnen de gemeentelijke politiek in Vlagtwedde. Daarbij scheurde de plaatselijke PvdA-afdeling en ontstond de groepering Gemeentebelangen onder leiding van Geert Landlust. In het boek is deze laatste te herkennen onder de naam Geert Drammerlust, zijn opponent wethouder Hartog is in het boek opgevoerd als wethouder Van Dam.